# Albert Schöchle
Albert Schöchle (* 13. März 1905 in Kempten (Allgäu); † 10. August 1998 ebenda) war ein deutscher Gärtner, Sachbuchautor und langjähriger Direktor der Wilhelma und des Blühenden Barocks. Er stammte aus dem Geschlecht der Schöchlins und somit von Karl dem Kühnen ab.

## Leben
Schöchles Eltern besaßen das Hotel Post in Kempten. Nach einer Gärtnerlehre ging er auf die Höhere Lehr- und Forschungsanstalt für Gartenbau in Weihenstephan. Anschließend studierte er an der Universität München, der Universität Stuttgart und der Universität Tübingen Naturwissenschaften und Architektur.
Nach dem Studium arbeitete er zunächst als Studienassessor an einem Stuttgarter Gymnasium. 1933 wurde er Direktor der Wilhelma in Stuttgart, der er bis 1970 blieb. Dort war er dafür verantwortlich, dass die Wilhelma vom ursprünglich angelegten königlichen Garten im maurischen Baustil zum einzigen zoologisch-botanischen Garten Deutschlands wurde. 1936 wurde er zudem Direktor der staatlichen Anlagen und Gärten in Stuttgart. 1947 wurden ihm die Schlossgärten in Ludwigsburg unterstellt, wo er ab 1952 die dortige Landesgartenschau, die 1954 unter seiner Leitung eröffnet wurde, plante. Pünktlich zur Eröffnung erfolgte die Umbenennung der Schlossgärten in Blühendes Barock. Die Geschäftsführung des Blühenden Barock behielt er bis 1975.
1970 ging Albert Schöchle in den Ruhestand. Er schrieb mehrere Bücher.

## Auszeichnungen
Er bekam unter anderem das Verdienstkreuz (1955), das Große Bundesverdienstkreuz, Verdienstmedaille des Landes Baden-Württemberg sowie die Carl-Hausmann-Medaille in Gold und Bronze (1954). Außerdem erhielt er die Medaille in Silber für die Internationale Gartenbauausstellung vom Zentralverband des Deutschen Gemüse-, Obst- und Gartenbaus (1953), eine Medaille für 25 Jahre im Verein der Freunde und Förderer der Wilhelma und eine Medaille der Insel Mainau im Bodensee.
Seit 1990 war er Ehrenbürger der Stadt Ludwigsburg. Er war Ehrendoktor der Universität Hohenheim.

## Werk
- Ein Rundgang durch die Gärten des blühenden Barocks mit ihren Blumen, Vögeln und Märchen. Stuttgart 1981.
- Das Schlitzohr. Bekenntnisse eines leidenschaftlichen Gärtners und Tierfreundes. Theiss, Stuttgart 1981, ISBN 3-8062-0269-9.
- Erlebte Wilhelma. Bad Cannstatt, 1953 (regelmäßig aktualisiert).
- Pflanzen-Leben und -Pflege in der Wilhelma. Bad Cannstatt 1953.

## Trivia
Seinen Lebenslauf beschreibt er in dem Buch Das Schlitzohr – Bekenntnisse eines leidenschaftlichen Gärtners und Tierfreunds (ISBN 3-8062-0269-9).
In der Wilhelma wurde nach ihm das 2000 gebaute Albert-Schöchle-Amazonienhaus benannt und eine Straße sowie eine Brücke in Ludwigsburg tragen heute seinen Namen. Auch eine scharlachrot blühende Kaktus-Dahlien-Sorte wurde nach ihm benannt.